# Oliarus borbonica
Oliarus borbonica är en insektsart som beskrevs av Williams 1975. Oliarus borbonica ingår i släktet Oliarus och familjen kilstritar. Inga underarter finns listade i Catalogue of Life.